# VV Baronie

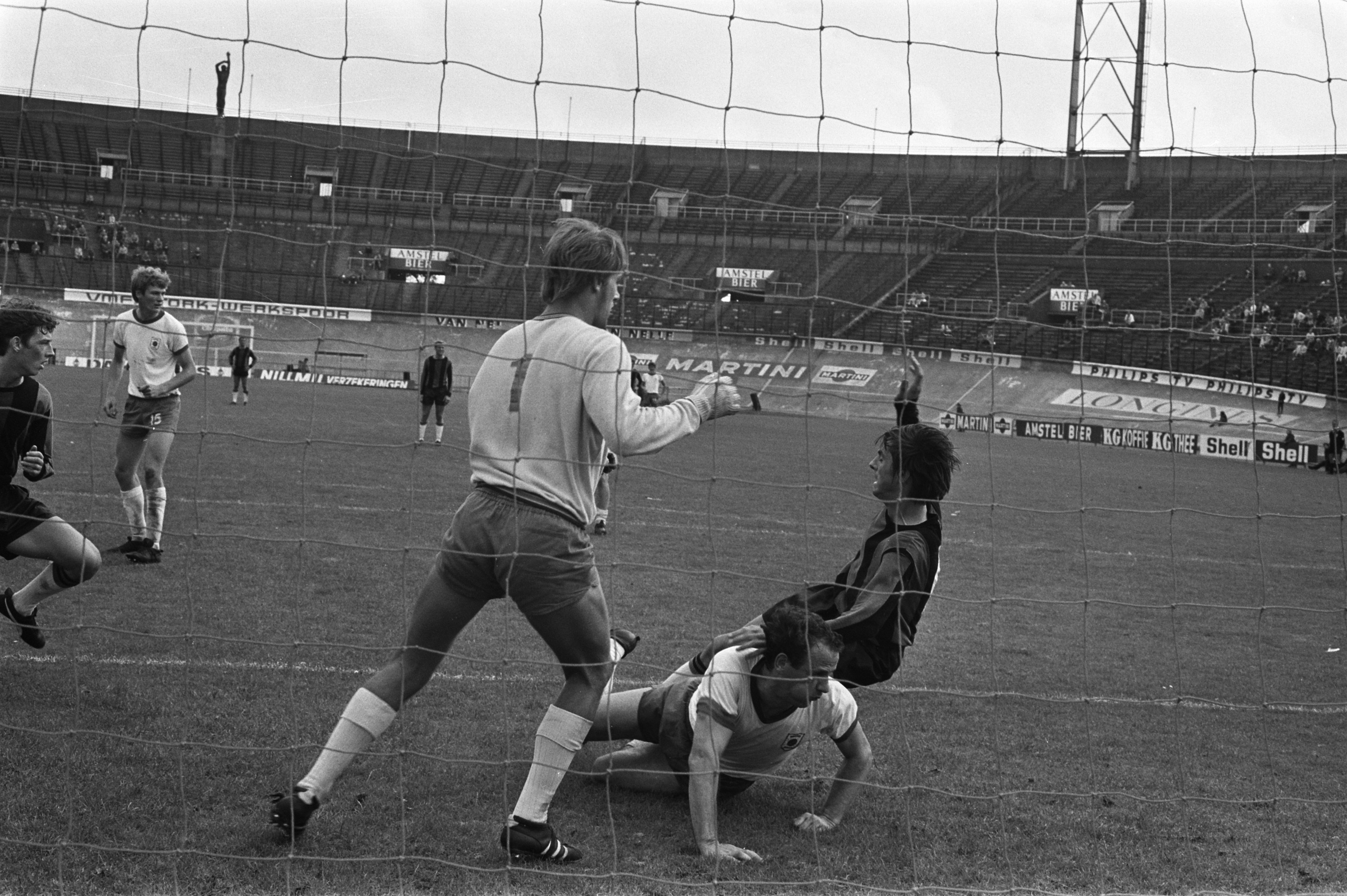
DWS tegen Baronie in 1970

Voetbalvereniging Baronie is een amateurvoetbalvereniging uit de Nederlandse stad Breda (provincie Noord-Brabant). Van 1955 tot 1971 kwam de club uit in het betaald voetbal.

## Algemeen
De club werd opgericht op 4 juni 1926 onder de naam Vitesse Ginneken. Bij toetreding tot de competitie in 1927 werd de naam veranderd in VV Mastbosch. Bij de fusie in 1929 met Bredania-'t Zesde werd de naam Baronie gekozen. In 1941 volgde een fusie met De Nederlandsche Leeuw en werd de naam Baronie-DNL, die tot 1949 werd gebezigd. Thuisbasis is Sportpark De Blauwe Kei.

## Standaardelftallen

### Zaterdag
Het standaardelftal in de zaterdagafdeling speelt in het seizoen 2021/22 in de Vierde klasse van het KNVB-district Zuid-I. In seizoen 2023/24 werd er geen eerste zaterdagteam meer ingeschreven.

#### Competitieresultaten 1992-2023
| 6 1B |

|  |

| 9 4B |

|  |

|  |

| 7 3B |

| 10 3B |

| 7 3B |

| 6 3B |

| 12 3B |

| 4 4E |

| 1 4E |

| 4 3B |

| 8 3B |

| 12 3B |

| 5 4E |

| 7 4E |

| 8 4C |

| 7 4C |

| 8 4C |

|  |

|  |

|  |

| -- 4C |

| -- 4C |

| 5 4D |

| 5 4C |

| Derde klasse | Vierde klasse | Eerste klasse BVB |

### Zondag
Het standaardelftal in de zondagafdeling speelt in het seizoen 2024/25 in de landelijke Vierde divisie.
De eerste drie decennia van haar bestaan verbleef Baronie in de Tweede klasse. De overwegend katholieke club stond altijd in de schaduw van het grotere NAC, en had ook niet de intentie door te breken. Een groot deel van de leden bestond uit personen uit de middelste sociale klasse, die niet ten koste van alles voetballer wilden worden. Van echte concurrentie tussen NAC en Baronie was geen sprake, omdat het verschil in omvang simpelweg te groot was. Van 1955 tot 1971 kwam de club uit in het betaald voetbal.
Na het prof avontuur komt het team weer terecht in de Tweede klasse. Het duurt tot het einde van de jaren 80 voordat Baronie in de hoogste klasse -de Hoofdklasse- van het amateurvoetbal verschijnt. Na drie seizoenen degradeert de club weer naar de Eerste klasse, waar Baronie via de nacompetitie weer promoveert. Van 1993-2011 speelt Baronie achttien seizoenen op het hoogste amateurniveau, waarvan zeventien in de Hoofdklasse en een seizoen (2010/11) in de Topklasse. Op een enkel mager jaar na, vertoeft men daar altijd in de bovenste regionen en dat levert zes Hoofdklassetitels, drie zondagamateurtitels en twee algehele landstitels op. Ook wordt eenmaal, bij de twee deelnames, de supercup veroverd.
Vanaf 2011/12 komt Baronie weer uit in de Hoofdklasse of Derde divisie, inmiddels het tweede amateurniveau, met uitzondering van het seizoen 2016/17 toen in de Eerste klasse van het KNVB-district Zuid-I werd gespeeld en via het klassekampioenschap meteen weer terug promoveerde.

#### Erelijst
Algemeen landskampioen amateurs: 1997, 2001
Algemeen zondagkampioen: 1996, 1997, 2001
kampioen Hoofdklasse: 1995, 1996, 1997, 2001, 2004, 2009
kampioen Eerste klasse: 1989, 2017
winnaar Super Cup amateurs: 1997
Rooms-Katholieke Federatie
winnaar wedstrijd tussen kampioenen Den Bosch en Breda in 1916 en 1917 (als Bredania)

#### Competitieresultaten vanaf 1930
| 7 2A |

| 6 2A |

| 9 2A |

| 9 2A |

| 1 2A |

| 5 2A |

| 6 2A |

| 6 2B |

| 4 2A |

| 8 2A |

| 6 |

| 8 2D |

|  |

|  |

|  |

|  |

|  |

|  |

|  |

|  |

| 1 2B |

| 12 1D |

| 5 2B |

| 2 2B |

| 1 2B |

| 1 2B |

| 9 B |

| 4 B |

| 8 A |

| 11 A |

| 11 A |

| 5 |

| 4 |

| 4 B |

| 11 B |

| 6 B |

| 6 B |

| 12 |

| 9 |

| 11 |

| 10 |

| 14 |

| 3 2B |

| 6 2B |

| 10 2B |

| 1 2B |

| 8 1E |

| 9 1E |

| 10 1E |

| 4 1E |

| 11 1E |

| 11 2B |

| 8 3C |

| 7 3C |

| 1 3C |

| 1 3D |

| 2 2B |

| 2 2B |

| 1 2B |

| 1 1E |

| 9 C |

| 8 C |

| 12 C |

| 3 1E |

| 4 C |

| 1 C |

| 1 C |

| 1 B |

| 10 B |

| 2 B |

| 2 B |

| 1 A |

| 7 A |

| 2 A |

| 1 B |

| 3 B |

| 9 B |

| 3 B |

| 5 B |

| 1 B |

| 2 B |

| 15 |

| 8 B |

| 6 B |

| 8 B |

| 7 B |

| 13 B |

| 1 1C |

| 12 B |

| 4 B |

| -- B |

| -- B |

| 1 B |

| 16 |

| 18 |

In 1953, 1954 (2e klasse, beide keren met DOSKO) + 1984 (3e klasse, met promovendus Veerse Boys) eindigde Baronie met gelijke puntentotalen bovenaan de competitie.
| Eerste klasse (profniveau) | Tweede divisie | Topklasse/3e Divisie | Hoofdklasse | Eerste klasse | Tweede klasse | Derde klasse | Noodcompetitie |

In elke staaf van de grafiek staat van boven naar beneden vermeld: 
- Eindnotering

Dit is de positie die de club heeft bereikt in de competitie, zonder eventuele beslissings-, play-off- of nacompetitiewedstrijden die nodig zijn geweest om bijvoorbeeld de kampioen van de competitie te bepalen.
Indien een * achter het getal staat is de notering een tussenstand en kan het zijn dat de notering niet overeenkomt met de uiteindelijke eindstand van de competitie.
Staat er een - dan is het seizoen nog bezig en is er geen definitieve uitslag bekend.
Staat er xx op de positie van de notering, dan heeft de club vroegtijdig de competitie verlaten. Dit kan onder andere komen door terugtrekking van het team, faillissement van de club of door een uitgedeelde straf van de KNVB. In veel gevallen staat elders in het artikel de reden vermeld.
Staat er een ? dan is het resultaat uit het verleden onbekend, en is alleen de competitie of het niveau bekend van dat seizoen.
In de seizoenen 2019/20 en 2020/21 werd wegens de coronacrisis het amateurvoetbal afgebroken. Daardoor kennen deze staven geen eindklassering (middels -- weergegeven).
- Competitieniveau en afdelingsletter of Officiële eindstand Eredivisie
  - Competitieniveau en afdelingsletter

Hierbij geeft het getal het niveau weer, dat ook terug te vinden is in de legenda. De letter is de afdelingsaanduiding en wordt gebruikt wanneer er meer afdelingen zijn op hetzelfde niveau. De afdelingsletter is altijd een hoofdletter en wordt meestal zonder nummer gebruikt.
Voorbeeld: 2F is niveau 2e klasse competitie F.
Het competitieniveau en nummer wordt niet vermeld wanneer er slechts één competitie van dit niveau was.
  - Officiële eindstand Eredivisie (getal staat tussen haakjes vermeld)

Sinds de introductie van play-offwedstrijden voor Europees voetbal na afloop van de reguliere competitie in 2005/06, is de KNVB verplicht een eindstand van de Eredivisie door te geven aan de UEFA aan de hand van deze play-offwedstrijden.
Bij deze eindstand staan clubs die zich hebben gekwalificeerd voor Europees voetbal hoger dan clubs die zich niet wisten te kwalificeren. Indien er geen verschil was tussen de eindnotering en de officiële eindstand, staat dit getal niet vermeld.

- Onderafdeling

Hier staat afgekort de naam van de onderafdeling indien de club in dat jaar in een onderafdeling uitkwam. Tevens staat deze afkorting in de legenda en wordt gelinkt naar het artikel over deze onderafdeling. Deze afkorting wordt alleen vermeld wanneer de club in het verleden in verschillende onderafdelingen heeft gespeeld. Deze vermelding is in de staaf altijd in kleine letters. Deze onderafdelingen zijn na het seizoen 1995/96 afgeschaft. Heeft de club in slechts één onderafdeling gespeeld, dan is dit alleen terug te vinden in de legenda.
Onder de staaf staat het jaartal vermeld waarin het seizoen is afgesloten. 15 verwijst naar het seizoen 2014/15 of eventueel het seizoen 1914/15.
Wanneer een staaf leeg is, zijn deze gegevens niet bekend. Het kan ook zijn dat de club dat seizoen niet heeft meegespeeld op het hogere amateurniveau, vroegtijdig de competitie heeft verlaten of uit de competitie is gezet.

In het seizoen 1944/45 was er wegens de Tweede Wereldoorlog geen regulier competitievoetbal.

#### Baronie in de KNVB Beker
Dit schema laat de resultaten zien van Baronie tegen profclubs in de KNVB Beker.
| Seizoen | Ronde     | Wedstrijd                  | Uitslag  |
| ------- | --------- | -------------------------- | -------- |
| 1994/95 | Groep 8   | Baronie - NAC Breda        | 2-4      |
| 1994/95 | Groep 8   | Baronie - RBC Roosendaal   | 1-3      |
| 1995/96 | Groep 8   | NAC Breda - Baronie        | 2-0      |
| 1995/96 | Groep 8   | SBV Excelsior - Baronie    | 1-4      |
| 1996/97 | Groep 8   | NAC Breda - Baronie        | 7-1      |
| 1996/97 | Groep 8   | Baronie - Dordrecht '90    | 3-1      |
| 1996/97 | 2e ronde  | Baronie - Feyenoord        | 0-2      |
| 1997/98 | Groep 12  | MVV Maastricht - Baronie   | 3-0      |
| 1997/98 | Groep 12  | Baronie - Helmond Sport    | 0-7      |
| 1999/00 | Groep 12  | TOP Oss - Baronie          | 1-3      |
| 1999/00 | Groep 12  | Baronie - NAC Breda        | 2-4      |
| 1999/00 | 2e ronde  | MVV Maastricht - Baronie   | 2-3 n.v. |
| 1999/00 | 3e ronde  | Go Ahead Eagles - Baronie  | 2-1      |
| 2000/01 | Groep 8   | NAC Breda - Baronie        | 2-0      |
| 2000/01 | 2e ronde  | Baronie - NAC Breda        | 0-6      |
| 2001/02 | Groep 8   | Willem II - Baronie        | 4-1      |
| 2002/03 | Groep 8   | Baronie - RBC Roosendaal   | 1-3      |
| 2003/04 | 2e ronde  | Baronie - Roda JC Kerkrade | 1-0      |
| 2003/04 | 3e ronde  | Baronie - Heracles Almelo  | 0-2      |
| 2004/05 | 2e ronde  | FC Twente - Baronie        | 3-0      |
| 2009/10 | 8e finale | Baronie - Sparta Rotterdam | 0-5      |

## Betaald voetbal
Op het moment dat in 1954 het profvoetbal werd ingevoerd in Nederland, promoveerde Baronie naar de eerste klasse. In het seizoen 55/56 werd de negende plaats in 1B behaald. In het seizoen 56/57 werd de ploeg ingedeeld in de Tweede divisie, waarin het ook de daarop volgende veertien jaar speelde.
Opkomst en ondergang
In de jaren 60 kende Baronie een talentvol elftal, met spelers als Nico Rijnders, Kees van Ierssel en Gerrie Deijkers, die later bij respectievelijk Ajax, FC Twente en PSV zouden doorbreken. De doorbraak van de Bredase club zelf bleef echter uit. Ook het toeschouwersaantal liet te wensen over. De eerste wedstrijd in het betaald voetbal, tegen DOSKO, bracht nog 15.000 mensen op de been. Daarna zakte het echter in, met een gemiddelde van 1010 toeschouwers per wedstrijd tussen de jaren 1965 en 1970. In het seizoen 1969-1970 bleef het toeschouwersaantal zelfs beperkt tot 837 gemiddeld. De begroting in deze periode bedroeg ongeveer 20.000 gulden - dit stond in die periode gelijk aan het salaris van een enkele eredivisietrainer. Bij een ingrijpende sanering door de KNVB in 1971 werd Baronie dan ook als eerste geslachtofferd. De club werd in eerste instantie teruggezet naar de derde klasse van de amateurs, maar na hevig protest mocht ze toch een klasse hoger beginnen. Maar veel spelers waren toen al vertrokken, en Baronie moest weer helemaal opnieuw beginnen.

### Seizoensoverzichten
| Resultaten van VV Baronie sinds de toetreding in het betaald voetbal in 1955 | Resultaten van VV Baronie sinds de toetreding in het betaald voetbal in 1955 | Resultaten van VV Baronie sinds de toetreding in het betaald voetbal in 1955 | Resultaten van VV Baronie sinds de toetreding in het betaald voetbal in 1955 | Resultaten van VV Baronie sinds de toetreding in het betaald voetbal in 1955 | Resultaten van VV Baronie sinds de toetreding in het betaald voetbal in 1955 | Resultaten van VV Baronie sinds de toetreding in het betaald voetbal in 1955 | Resultaten van VV Baronie sinds de toetreding in het betaald voetbal in 1955 | Resultaten van VV Baronie sinds de toetreding in het betaald voetbal in 1955 | Resultaten van VV Baronie sinds de toetreding in het betaald voetbal in 1955 | Resultaten van VV Baronie sinds de toetreding in het betaald voetbal in 1955 | Resultaten van VV Baronie sinds de toetreding in het betaald voetbal in 1955 | Resultaten van VV Baronie sinds de toetreding in het betaald voetbal in 1955                                                                                          |
| Seizoen                                                                      | Competitie                                                                   | Competitie                                                                   | Competitie                                                                   | Competitie                                                                   | Competitie                                                                   | Competitie                                                                   | Competitie                                                                   | Competitie                                                                   | Competitie                                                                   | Kwalificatie                                                                 | KNVB beker                                                                   | Bijzonderheid |
| Seizoen                                                                      | Divisie                                                                      | GW                                                                           | W                                                                            | G                                                                            | V                                                                            | DV                                                                           | DT                                                                           | PNT                                                                          | POS                                                                          | Kwalificatie                                                                 | KNVB beker                                                                   | Bijzonderheid |
| ---------------------------------------------------------------------------- | ---------------------------------------------------------------------------- | ---------------------------------------------------------------------------- | ---------------------------------------------------------------------------- | ---------------------------------------------------------------------------- | ---------------------------------------------------------------------------- | ---------------------------------------------------------------------------- | ---------------------------------------------------------------------------- | ---------------------------------------------------------------------------- | ---------------------------------------------------------------------------- | ---------------------------------------------------------------------------- | ---------------------------------------------------------------------------- | --- |
| 1955/56                                                                      | Eerste klasse B                                                              | 26                                                                           | 8                                                                            | 7                                                                            | 11                                                                           | 41                                                                           | 54                                                                           | 23                                                                           | 9e                                                                           | Tweede divisie                                                               | Geen bekertoernooi                                                           | Baronie treedt toe tot het betaald voetbal |
| 1956/57                                                                      | Tweede divisie B                                                             | 28                                                                           | 14                                                                           | 5                                                                            | 9                                                                            | 59                                                                           | 63                                                                           | 33                                                                           | 4e                                                                           | –                                                                            | 2e ronde                                                                     | – |
| 1957/58                                                                      | Tweede divisie A                                                             | 26                                                                           | 8                                                                            | 8                                                                            | 10                                                                           | 44                                                                           | 61                                                                           | 24                                                                           | 8e                                                                           | –                                                                            | 2e ronde                                                                     | – |
| 1958/59                                                                      | Tweede divisie A                                                             | 28                                                                           | 9                                                                            | 5                                                                            | 14                                                                           | 39                                                                           | 53                                                                           | 23                                                                           | 11e                                                                          | –                                                                            | 1e ronde                                                                     | – |
| 1959/60                                                                      | Tweede divisie A                                                             | 22                                                                           | 6                                                                            | 5                                                                            | 11                                                                           | 33                                                                           | 44                                                                           | 17                                                                           | 11e                                                                          | Degradatiecompetitie                                                         | Geen bekertoernooi                                                           | Wedstrijden tegen ONA (3–0 & 0–1), Rheden (0–1 & 1–2), UVS (2–0 & 5–1), Velocitas (3–2 & 1–0) Xerxes (0–1 & 2–1), Zwartemeer (2–3 & 0–1) en Zwolsche Boys (2–3 & 1–1) |
| 1960/61                                                                      | Tweede divisie                                                               | 34                                                                           | 18                                                                           | 6                                                                            | 10                                                                           | 68                                                                           | 42                                                                           | 42                                                                           | 5e                                                                           | –                                                                            | Groepsfase                                                                   | – |
| 1961/62                                                                      | Tweede divisie                                                               | 28                                                                           | 12                                                                           | 7                                                                            | 9                                                                            | 54                                                                           | 47                                                                           | 31                                                                           | 4e                                                                           | –                                                                            | 2e ronde                                                                     | – |
| 1962/63                                                                      | Tweede divisie B                                                             | 32                                                                           | 14                                                                           | 10                                                                           | 8                                                                            | 59                                                                           | 44                                                                           | 38                                                                           | 4e                                                                           | –                                                                            | 1e ronde                                                                     | – |
| 1963/64                                                                      | Tweede divisie B                                                             | 30                                                                           | 10                                                                           | 6                                                                            | 14                                                                           | 46                                                                           | 55                                                                           | 26                                                                           | 11e                                                                          | –                                                                            | 1e ronde                                                                     | – |
| 1964/65                                                                      | Tweede divisie B                                                             | 28                                                                           | 10                                                                           | 10                                                                           | 8                                                                            | 49                                                                           | 41                                                                           | 30                                                                           | 6e                                                                           | –                                                                            | 1e ronde                                                                     | – |
| 1965/66                                                                      | Tweede divisie B                                                             | 28                                                                           | 13                                                                           | 6                                                                            | 9                                                                            | 59                                                                           | 37                                                                           | 32                                                                           | 6e                                                                           | –                                                                            | Groepsfase                                                                   | – |
| 1966/67                                                                      | Tweede divisie                                                               | 44                                                                           | 21                                                                           | 7                                                                            | 16                                                                           | 77                                                                           | 64                                                                           | 49                                                                           | 12e                                                                          | –                                                                            | Geen deelname                                                                | – |
| 1967/68                                                                      | Tweede divisie                                                               | 38                                                                           | 15                                                                           | 9                                                                            | 14                                                                           | 81                                                                           | 66                                                                           | 39                                                                           | 9e                                                                           | –                                                                            | Groepsfase                                                                   | – |
| 1968/69                                                                      | Tweede divisie                                                               | 34                                                                           | 14                                                                           | 5                                                                            | 15                                                                           | 55                                                                           | 59                                                                           | 33                                                                           | 11e                                                                          | –                                                                            | 1e ronde                                                                     | – |
| 1969/70                                                                      | Tweede divisie                                                               | 32                                                                           | 11                                                                           | 11                                                                           | 10                                                                           | 41                                                                           | 41                                                                           | 33                                                                           | 10e                                                                          | –                                                                            | 1e ronde                                                                     | – |
| 1970/71                                                                      | Tweede divisie                                                               | 32                                                                           | 7                                                                            | 10                                                                           | 15                                                                           | 38                                                                           | 56                                                                           | 24                                                                           | 14e                                                                          | –                                                                            | 1e ronde                                                                     | VV Baronie keert noodgedwongen terug naar de amateurs |

### Topscorers
- 1955/56:  Piet Kas (16)
- 1956/57:  Piet Kas (16)
- 1957/58:  Kees Groeneveld (10)
- 1958/59:  Ad Kop (8)
- 1959/60:  Frans Roelandt (7)
- 1960/61:  Kees Groeneveld (24)
- 1961/62:  Kees Groeneveld (10)
- 1962/63:  Kees Groeneveld (23)
- 1963/64:  Ad Vermolen (12)
- 1964/65:  Addy Brouwers (11)
- 1965/66:  Ad Vermolen (21)
- 1966/67:  Addy Brouwers (16)
- 1967/68:  Gerrie Deijkers (25)
- 1968/69:  Ferry Pirard (15)
- 1969/70:  Ger Saris (14)
- 1970/71:  Dick Hoogmoed (16)

### Trainers
- 1931:  Herman Peltzer
- 1938:  Joop Klein Wentink
- 1939–1941:  Toon van den Enden
- 1948:  Joop Klein Wentink
- 1948–1950:  Wim Groenendijk
- 1950–1955:  Jean Coomans
- 1955–1959:  Wim van Ierssel
- 1959–1961:  Jan Remmers
- 1961–1962:  József Nagy
- 1962–1966:  Jan Blom
- 1966–1969:  George Knobel
- 0000–1969:  Piet van Bladel
- 1969–1970:  Frits Mossing Holsteijn
- 1970–1971:  Berry Janse

## Bekende (oud-)spelers
- Richie Basoski
- Ömer Bayram
- Victor van den Bogert
- Fernando Derveld
- Martijn van Galen
- Nico Rijnders
- Joep Schreuder
- Michel van Zundert

SV Advendo · VV Baronie · VV Bavel · VV Beek Vooruit · BSV Boeimeer · RKVV DIA · RKSV Groen Wit · The Gunners · RKVV JEKA · NAC Breda · VV PCP · SAB · TVC Breda · UVV '40 · WDS '19

Voormalig: VV Barça · VV Breda · Bredania · SC Hoge Vucht · CVV Velocitas · 't Zesde